# Kušiar
Abul-Hasan Ibn Laban ben Kušiar ibn Bašahri Džilani (perzijsko کوشیار گیلانی), perzijski astronom, matematik in geograf, * 971, Gilan ob Kaspijskem jezeru (sedaj Iran), † 1029, Bagdad, Irak.

## Življenje in delo
Zelo malo je znano o njegovem življenju in delu. Kušiar je podrobno opisal številski sestav z mestno vrednostjo. Pisal je na primer v šestdesetiškem sestavu:
{\displaystyle (43,0,16,+,8,37)_{[60]}=43\cdot 60^{2}+0\cdot 60^{1}+16\cdot 60^{0}+8/60^{1}+37/60^{2}\!\,,}
kjer znak + nadomešča decimalno vejico. Verjetno je sodeloval pri spopolnitvi trigonometrije. Nadaljeval z z Abul Vefovim delom. Veliko časa je temu posvetil v svojem zidžu (zbirki tabel) Obsežne in premišljene tabele (az-Zīdž al-Džamī val-Baligh), ki vsebujejo izboljšane vrednosti odzemelj planetov, ki jih je opazoval Albatani. Tabele so pred koncem stoletja prevedli v perzijščino.
Napisal je tudi razpravo o aritmetiki, ki se je ohranila v hebrejščini, in uvod v astrologijo
Bil je učitelj Ahmadu Nasaviju.